# Nunzio Di Colandrea
Nunzio Di Colandrea (Pozzuoli, 13 de marzo de 1999) es un deportista italiano que compite en remo. Ganó dos medallas en el Campeonato Europeo de Remo de 2025, plata en la prueba de dos sin timonel y bronce en el ocho con timonel.

## Palmarés internacional
| Campeonato Europeo | Campeonato Europeo | Campeonato Europeo | Campeonato Europeo |
| Año                | Lugar              | Medalla            | Prueba             |
| ------------------ | ------------------ | ------------------ | ------------------ |
| 2025               | Plovdiv (Bulgaria) | Medalla de plata   | Dos sin timonel    |
| 2025               | Plovdiv (Bulgaria) | Medalla de bronce  | Ocho con timonel   |